# Área de la Salud

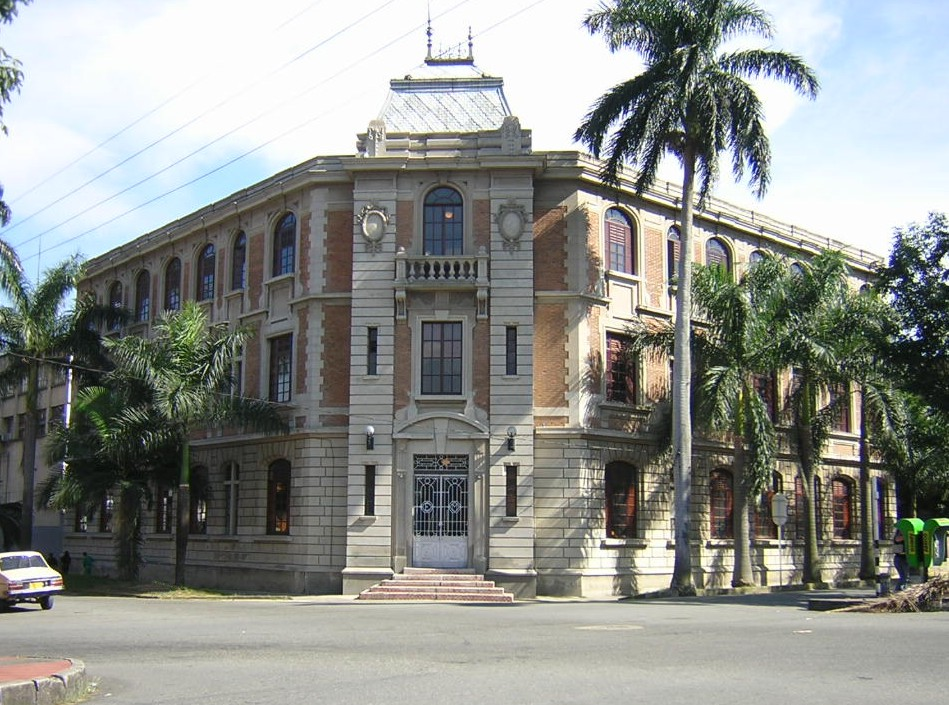
Facultad de Medicina.

El Área de la Salud es uno de los campus de la Universidad de Antioquia ubicados en la ciudad de Medellín, Colombia, y a diferencia de la Ciudad Universitaria y de la Ciudadela Robledo las cuales son grandes áreas verdes que contienen los edificios y demás instalaciones universitarias, el Área de la Salud en cambio, es una serie de edificaciones totalmente incrustados en la trata urbana de la ciudad, careciendo de espacios abiertos, zonas peatonales y áreas verdes.
En dicha área se encuentra el Hospital Universitario San Vicente de Paúl (uno de los mejores centros hospitalarios de Colombia), y alrededor se encuentran las facultades de las ciencias de la Salud de la Universidad, es decir, las Facultades de Enfermería (Bloque 30), Odontología (Bloque 31), Medicina (Bloque 32) y Salud Pública (Bloque 33). Por tal motivo se le llama Área de la Salud.
Además en esta área se encuentra la Sede de Investigación Universitaria -SIU- (Bloque 34) donde se encuentran ubicados los grupos de investigación más prestigiosos de la Universidad en todas las áreas del saber, también se encuentra la sede central de la IPS Universitaria que le presta servicios de salud a todos los miembros de la comunidad universitaria. El área está comprendida principalmente entre las Calles 61 y 64 y las Carreras 51 y 55.

## Distribución del Área de la Salud

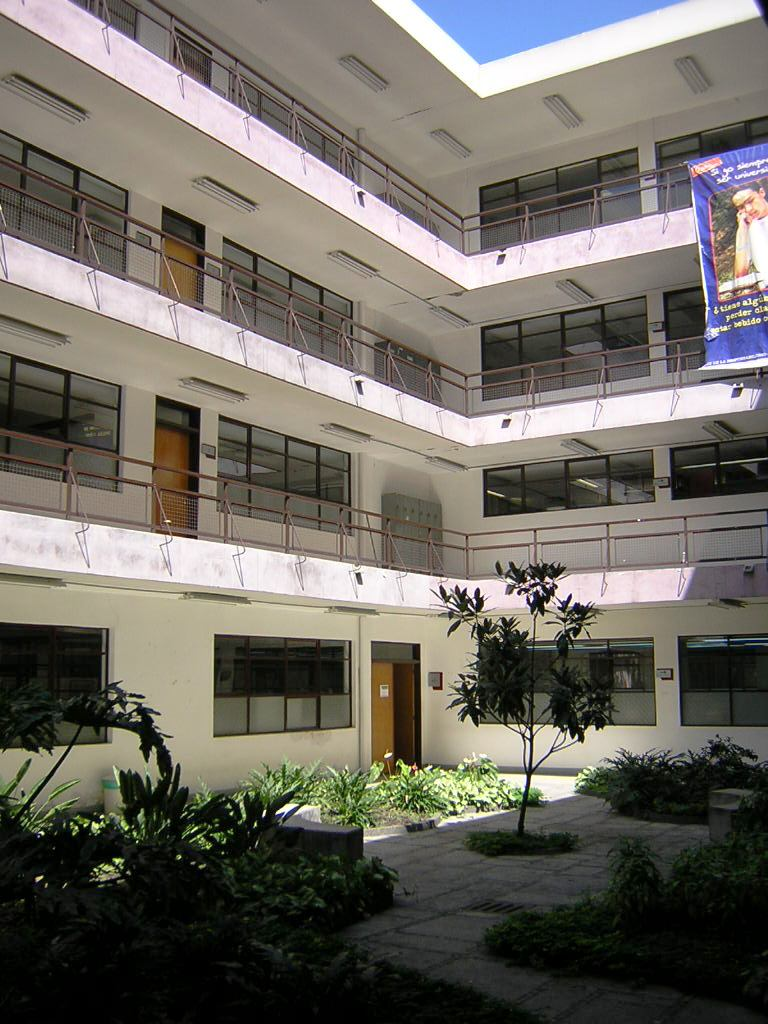
Facultad de Enfermería.

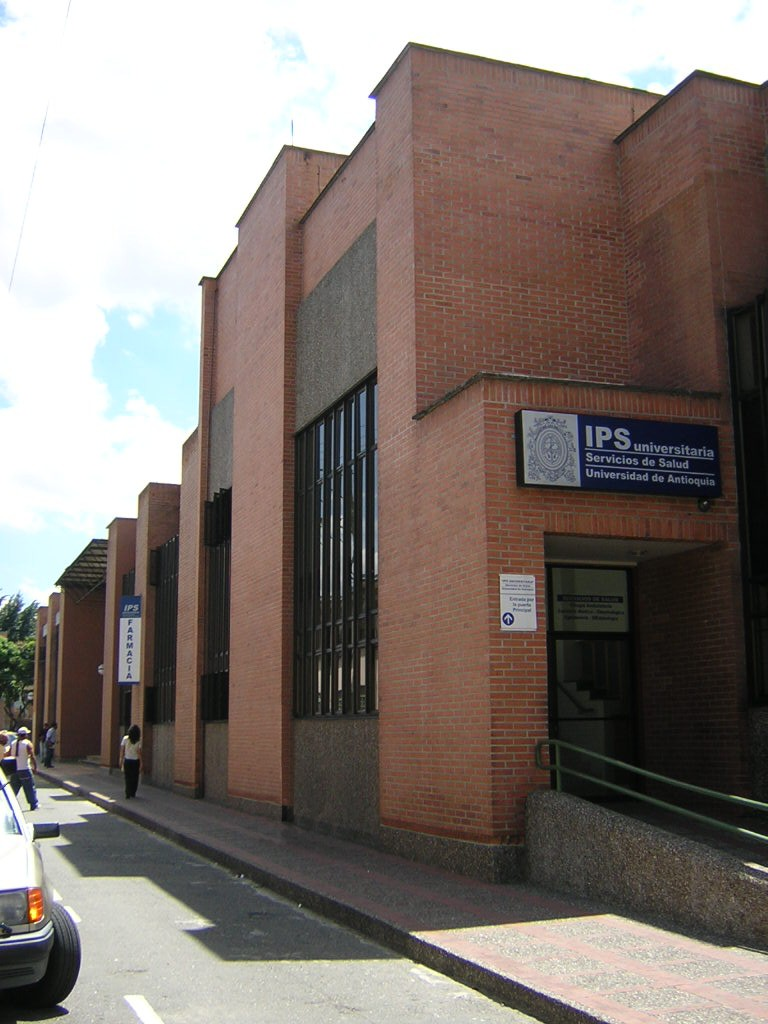
IPS Universitaria.

La planta física del Área de la Salud está compuesta por 5 edificaciones más la zona del  Hospital Universitario San Vicente de Paúl.